# France 3
France 3 (lê-se: [fʁãs tʁwɑ]) é o terceiro maior canal de televisão público francês e parte do grupo France Télévisions, que também inclui a France 2, a France 4, a France 5 e a France Ô.
Ela é composta de uma rede de serviços de televisão regionais proporcionando programação de notícias diárias e cerca de dez horas de entretenimento e programação cultural produzida para e sobre as regiões a cada semana. O canal também transmite vária programação nacional e notícias nacionais e internacionais a partir de Paris. O canal era conhecido como La Troisième chaîne couleur de l'ORTF ou ORTF 3 e depois como FR3 ou France Régions 3, até a sua substituição oficial pela France 3 em Setembro de 1992. 
Antes da criação da Outre-Mer 1ère, também estava transmitido para os vários territórios ultramarinos franceses.

## História
As origens do atual France 3 de volta para o terceiro canal de televisão do Escritório de Rádio e Televisão Francesa (ORTF), chamado Troisième couleur chaîne, cujas transmissões começaram em 1 de Janeiro de 1973. O novo serviço tinha duas características: a sua programação seria realizado pelos centros regionais da ORTF, e emitem apenas TV a cores. Inicialmente a cobertura foi limitada a Isla de França e do norte, que se estende ao resto do país nos anos seguintes.
Em agosto de 1974, o ORTF foi dividida em sete empresas diferentes. O terceiro canal se tornou a France Régions 3 (FR3), uma organização nacional que iria coordenar e desenvolver programação regional da radiodifusão pública em toda a França metropolitana, em essência, era um canal generalista com cobertura nacional com três horas de desconexão regional.
FR3 também lidou com a programação regional nos territórios ultramarinos, até que em 1982 foi assumido pela sociedade RFO.
Com a privatização da TF1 ea chegada de estações de televisão privadas, uma presidência conjunta para os restantes dois canais públicos (Antenne 2 e FR3) em 1992 deu seria estabelecida maneira de France Télévisions. Na sequência destas alterações, FR3 foi rebatizado France 3, com programação baseada em entretenimento, documentários, espaços de serviço público e de informação regional. O surgimento de novos canais (jovens e France cultural 4 France 5) levou a espaços gerais do terceiro canal são direcionados para um público mais velho.

## Audiência
Desde a sua criação em 1992 até 2011, a France 3 foi o terceiro canal francês em termos de audiência, atrás de TF1 e France 2. Em 2011, após vários anos com diminuições de audiência, foi ultrapassado pela M6. Abaixo estão as audiências dos últimos dez anos.
|      | Janeiro | Fevereiro | Março  | Abril  | Mayo    | Junho  | Julio  | Agosto | Setembro | Outubro | Novembro | Dezembro | Media anual |
| ---- | ------- | --------- | ------ | ------ | ------- | ------ | ------ | ------ | -------- | ------- | -------- | -------- | ----------- |
| 2007 | 14,9 %  | 14,5 %    | 14,3 % | 14,2 % | 14,1 %  | 14,0 % | 14,0 % | 14,9 % | 13,3 %   | 13,3 %  | 13,7 %   | 14,2 %   | 14,1 %      |
| 2008 | 13,6 %  | 13,2 %    | 13,8 % | 13,4 % | 13,0 %  | 12,9 % | 13,2 % | 14,7 % | 12,8 %   | 13,0 %  | 13,1 %   | 12,9 %   | 13,3 %      |
| 2009 | 12,3 %  | 12,1 %    | 11,5 % | 12,2 % | 12,1 %  | 12,3 % | 11,7 % | 12,2 % | 11,2 %   | 11,2 %  | 11,0 %   | 11,5 %   | 11,8 %      |
| 2010 | 11,4 %  | 11,2 %    | 11,2 % | 10,5 % | 10,6 %  | 10,5 % | 10,2 % | 10,9 % | 10,2 %   | 10,1 %  | 10,3 %   | 11,2 %   | 10,7 %      |
| 2011 | 10,5 %  | 9,9 %     | 9,7 %  | 9,8 %  | 9,8 %   | 9,6 %  | 10,1 % | 10,2 % | 9,4 %    | 9,2 %   | 9,3 %    | 9,4 %    | 9,7 %       |
| 2012 | 9,5 %   | 9,3 %     | 9,1 %  | 9,1 %  | 9,6 %   | 9,2 %  | 10,8 % | 12,0 % | 9,6 %    | 9,3 %   | 9,7 %    | 9,4 %    | 9,7 %       |
| 2013 | 9,3 %   | 9,3 %     | 9,1 %  | 9,5 %  | 9,3 %   | 9,3 %  | 10,5 % | 10,0 % | 9,2 %    | 9,6 %   | 9,7 %    | 9,8 %    | 9,5 %       |
| 2014 | 9,5 %   | 10,4 %    | 9,3 %  | 9,4 %  | 9,3 %   | 8,9 %  | 9,6 %  | 9,7 %  | 9,1 %    | 9,0 %   | 9,3 %    | 9,4 %    | 9,4 %       |
| 2015 | 8,9 %   | 9,2 %     | 9,1 %  | 9,0 %  | 9,0 %   | 9,0 %  | 9,8 %  | 9,9 %  | 9,2 %    | 9,0 %   | 9,0 %    | 9,4 %    | 9,2 %       |
| 2016 | 9,1 %   | 8,8 %     | 8,9 %  | 9,1 %  | 8,7 %   | 8,6 %  | 9,2 %  | 10,3 % | 8,9 %    | 8,6 %** | 9,2 %    | 9,3 %    | 9,1 %**     |
| 2017 | 8,8 %   | 8,8 %     | 9,1 %  | 8,9 %  | 8,2 %** | 8,5 %  | 9,5 %  | 9,4 %  | 9,1 %    | 9,5 %   | 9,5 %    |          | 9,0 %       |

- Fundo Verde: Melhor resultado histórico.
- Fundo vermelho: Pior resultado na história.

## Sede
A France 3 foi originalmente fundada em 13-15 rue Cognacq-Jay, em Paris, que abrigava os serviços de televisão do antigo Escritório de Radiodifusão Télévision Française (ORTF).
Desde que a TF1 se tornou independente da ORTF, a FR3 foi sediada na Maison de la Radio no 16º arrondissement de Paris, com sua base editorial localizada em 28 Cours Albert 1st no 8º arrondissement.
Em 1998, a France 3 mudou-se para uma nova base na 7 Esplanade Henri de France, no 15º arrondissement. Isso também abriga o resto das operações da France Télévisions. A sede é acessível, pegando a Linha C do RER no Boulevard Victor.

## Missão
A France 3 é um canal geral de entretenimento que tem missões para entregar programação nacional e regional, oferecendo vanguardas culturais e educacionais. Sua vocação local e regional foi assegurada por sua nova missão. ("Elle doit privileger l'information décentralisée et les elevénements régionaux")

"Deve promover notícias locais e regionais, apresentar e familiarizar as diferentes regiões da França e da Europa e 'dar espaço aos nossos espetáculos animados'".